# Gábor Hegyi

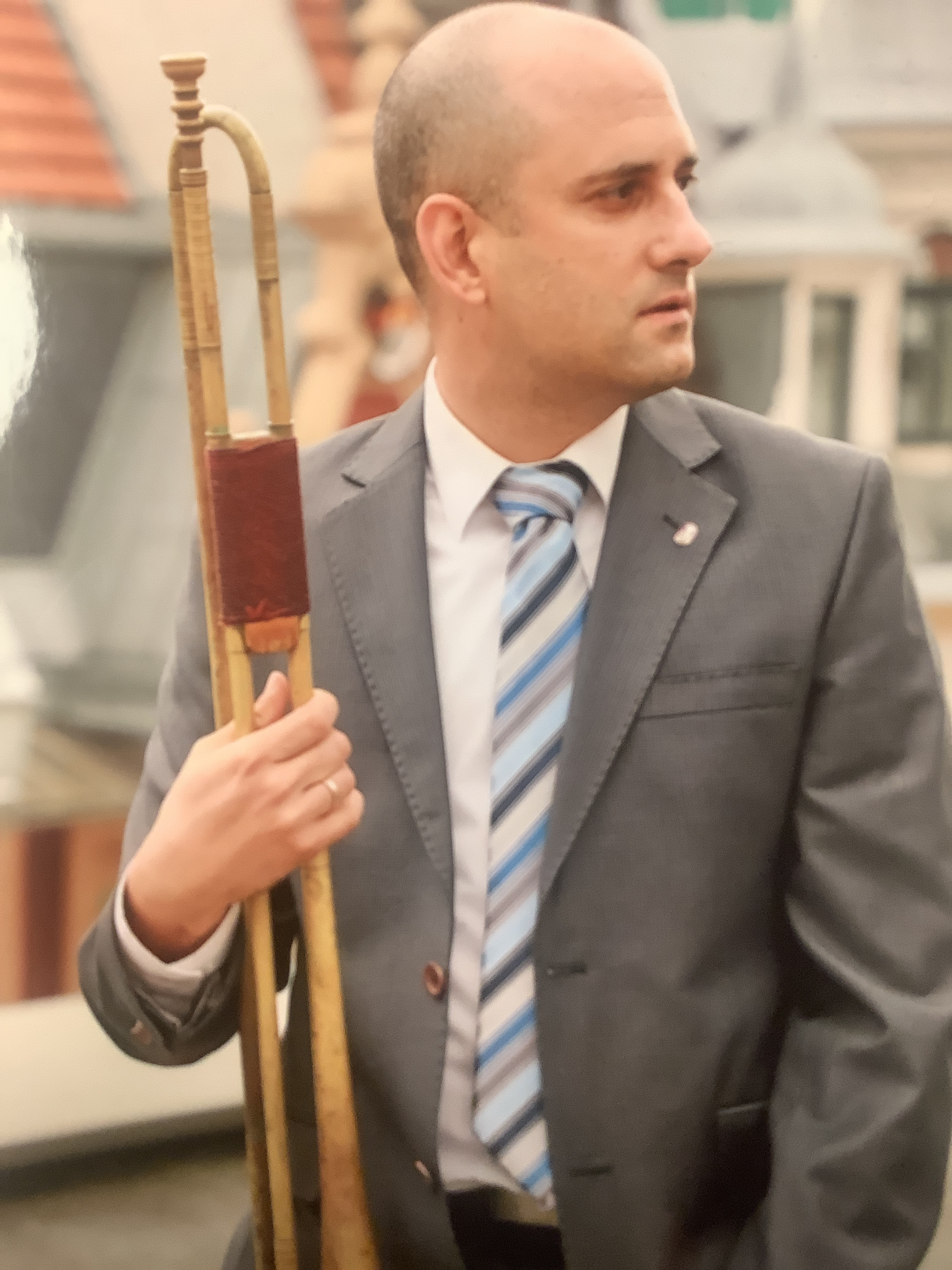
Gábor Hegyi 2022

Gábor Hegyi (* 1980 in Budapest) ist ein ungarischer Barocktrompeter, aus der Adelsfamilie Hegyi von Agyagfalva.  Er lebt in Köln.

## Leben
Hegyi begann seine musikalische Ausbildung in der staatlichen Budapester Musikschule im X. Bezirk. Mit 14 Jahren gewann er die Aufnahmeprüfung am Béla-Bartók-Musikgymnasium, wo er mit 18 das Musikabitur machte. Er kam im Alter von 19 Jahren nach Deutschland und studierte an der Staatlichen Hochschule für Musik Trossingen das Fach „Diplom-Musiklehrer“, welches er mit Auszeichnung abschloss. Danach trat er das Aufbaustudium „künstlerische Ausbildung“ mit dem Hauptfach Trompete an, das er ebenfalls mit der Note „sehr gut“ abschloss. Dank seinem Professor Horst-Dieter Bolz fing er sehr früh damit an, Barocktrompete zu spielen. Nach einer Unterrichtsreihe bei Gabriele Cassone in Lausanne beschloss er, sein musikalisches Können ganz der historischen Aufführungspraxis zu widmen und belegte am königlichen Konservatorium in Den Haag den Masterstudiengang „Alte Musik“ mit dem Hauptfach Barocktrompete bei Professorin Susan Williams. Dank der Zusammenarbeit mit ihr gelang es ihm, sich in der alten Musikszene zu etablieren und er musizierte in verschiedenen Ensembles wie z. B. The Bach Ensemble (Ltg. Joshua Rifkin), Concerto con Anima, Concert Royal Köln, Elbipolis Barockorchester Hamburg, La Stagione Frankfurt, Akademie für Alte Musik Berlin, oder Concerto Köln. Außerdem arbeitete er mit der Südwestdeutschen Philharmonie Konstanz, der Opéra de Lausanne und der Staatsoper Stuttgart zusammen.
Als Kammermusiker und Solist trat er in Argentinien, Algerien, Deutschland, Frankreich, Holland, Italien, Polen, Portugal, Rumänien, Schweiz, Tunesien, und Ungarn auf. Außerdem spielte er mehrere Rundfunkaufnahmen, CDs und TV-Aufnahmen in Europa, Nordafrika und Südamerika ein.
Gabors Weltersteinspielung von Johann Wilhelm Hertels Concerto für Trompete, 2 Oboen und 2 Fagotte auf der CD Johann Wilhelm Hertel: Kammermusik für Bläser mit dem Ensemble Concert Royal Köln wurde 2015 mit einem ECHO Klassik in der Sparte „Kammermusik-Einspielung des Jahres“ ausgezeichnet.